# Greatest Royal Rumble
Greatest Royal Rumble è stato un evento in pay-per-view di wrestling prodotto dalla WWE, svoltosi il 27 aprile 2018 al King Abdullah International Stadium di Gedda (Arabia Saudita).
Si è trattato del primo pay-per-view nella storia della WWE a svolgersi in Arabia Saudita. L'evento nasce nell'ambito della collaborazione tra la WWE e il ministero dello sport saudita a sostegno di Saudi Vision 2023, un programma di riforme economiche e sociali. La partnership, stipulata nel 2018, prevede un evento all'anno per dieci anni.

## Produzione
Il 5 marzo, la WWE e la Saudi General Sports Authority hanno annunciato la greatest royal rumble per il 27 aprile 2018. L'evento fa parte di un accordo decennale tra la WWE e la Saudi General Sports Authority in supporto a Saudi Vision 2030, il programma di riforma economico-sociale dell'Arabia Saudita.

## Storyline
A WrestleMania 34, l'Universal Champion Brock Lesnar ha difeso con successo il titolo contro Roman Reigns. Il 9 aprile è stato annunciato che Lesnar aveva esteso il suo contratto con la WWE e, dato ciò, Lesnar dovrà difendere l'Universal Championship contro Reigns in uno steel cage match a Greatest Royal Rumble.
Il 26 marzo, la WWE ha annunciato che The Miz dovrà difendere l'Intercontinental Championship contro Seth Rollins, Finn Bálor e Samoa Joe in un fatal 4-way ladder match a Greatest Royal Rumble. A WrestleMania 34, The Miz ha perso il titolo intercontinentale in favore di Rollins in un triple threat match che includeva anche Bálor. Dato ciò, il ladder match di Greatest Royal Rumble verrà comunque disputato, con l'unica differenza che sarà Rollins a difendere il titolo. Tra il 16 e il 17 aprile, The Miz e Samoa Joe sono stati trasferiti nel roster di SmackDown per effetto del Superstar Shake-Up e se uno dei due trionferà a Greatest Royal Rumble, l'Intercontinental Championship diventerà un'esclusiva del roster di SmackDown.
Il 26 marzo, la WWE ha annunciato che Cesaro e Sheamus dovranno difendere il Raw Tag Team Championship contro gli Hardy Boyz (Jeff Hardy e Matt Hardy) a Greatest Royal Rumble. Tuttavia, a WrestleMania 34, Cesaro e Sheamus hanno perso i titoli di coppia di Raw in favore di Braun Strowman e Nicholas (un bambino di 10 anni scelto a caso fra il pubblico da Strowman). Dunque il match precedentemente annunciato per Greatest Royal Rumble è stato cancellato. Nella puntata di Raw del 9 aprile, Strowman e Nicholas hanno reso vacanti i titoli di coppia e il general manager Kurt Angle ha annunciato che Cesaro e Sheamus affronteranno i vincitori del torneo a Greatest Royal Rumble con in palio il vacante Raw Tag Team Championship. Nella puntata di Raw del 16 aprile, Bray Wyatt e Matt Hardy hanno sconfitto i Revival (Dash Wilder e Scott Dawson) nella finale del torneo e saranno dunque loro che affronteranno Cesaro e Sheamus a Greatest Royal Rumble per il vacante Raw Tag Team Championship. Nella puntata di SmackDown del 17 aprile, in seguito allo Shake-up, Cesaro e Sheamus sono stati trasferiti nel roster di SmackDown. Nonostante il cambio di brand, Cesaro e Sheamus sfideranno comunque Wyatt e Hardy per il vacante Raw Tag Team Championship a Greatest Royal Rumble.
Il 26 marzo, la WWE ha annunciato che John Cena affronterà Triple H a Greatest Royal Rumble.
A WrestleMania 34, i Bludgeon Brothers (Harper e Rowan) hanno conquistato lo SmackDown Tag Team Championship sconfiggendo i campioni, gli Usos (Jey Uso e Jimmy Uso), in un Triple Threat Tag Team match che includeva anche il New Day (Big E e Kofi Kingston). Due giorni dopo, a SmackDown, la nuova general manager Paige ha annunciato un match tra gli Usos e il New Day per determinare i primi sfidanti degli SmackDown Tag Team Champions Bludgeon Brothers. La sera stessa, gli Usos hanno sconfitto il New Day (Big E e Xavier Woods) ottenendo, dunque, il diritto di affrontare i Bludgeon Brothers per lo SmackDown Tag Team Championship a Greatest Royal Rumble.
L'11 aprile, dopo aver sconfitto John Cena a WrestleMania 34, è stato annunciato che The Undertaker affronterà Rusev (del roster di SmackDown) in un casket match a Greatest Royal Rumble.
A WrestleMania 34, Jinder Mahal ha sconfitto lo United States Champion Randy Orton, Bobby Roode e Rusev in un fatal 4-Way match conquistando, così, il titolo per la prima volta. Nella puntata di Raw del 16 aprile, per effetto dello Shake-up, Mahal è stato trasferito nel roster di Raw e ha portato, dunque, con sé lo United States Championship. La sera stessa, Mahal ha dovuto difendere il titolo, ma lo ha perso in favore di Jeff Hardy. Al termine del match, Mahal ha invocato la sua clausola di rivincita titolata per Greatest Royal Rumble. La sera dopo, a SmackDown, Hardy è stato trasferito nel roster di SmackDown per effetto del Superstar Shake-Up e ha portato con sé il titolo, che ritorna dunque ad essere un'esclusiva di tale roster. Dato ciò, a Greatest Royal Rumble, se Hardy vincerà, lo United States Championship rimarrà un'esclusiva di SmackDown; mentre se a trionfare sarà Mahal, esso tornerà ad essere un'esclusiva di Raw.
A WrestleMania 34, il WWE Champion AJ Styles ha difeso con successo il titolo contro Shinsuke Nakamura. Al termine del match, Nakamura ha effettuato un turn heel colpendo Styles con un low-blow. In seguito, è stato annunciato che Styles difenderà il WWE Championship contro Nakamura a Greatest Royal Rumble.
A WrestleMania 34, Cedric Alexander ha sconfitto Mustafa Ali nella finale del torneo per la riassegnazione del vacante Cruiserweight Championship, conquistando così il titolo. Nella puntata di 205 Live del 24 aprile, Kalisto ha vinto un gauntlet match per diventare il primo sfidante al Cruiserweight Championship di Alexander a Greatest Royal Rumble.

## Risultati
| #  | Match                                                         | Stipulazioni                                                         | Durata  |
| -- | ------------------------------------------------------------- | -------------------------------------------------------------------- | ------- |
| 1  | John Cena ha sconfitto Triple H                               | Single match                                                         | 15:45   |
| 2  | Cedric Alexander (c) ha sconfitto Kalisto                     | Single match per il WWE Cruiserweight Championship                   | 10:15   |
| 3  | Bray Wyatt e Matt Hardy hanno sconfitto i The Bar             | Tag team match per il vacante WWE Raw Tag Team Championship          | 8:50    |
| 4  | Jeff Hardy (c) ha sconfitto Jinder Mahal (con Sunil Singh)    | Single match per il WWE United States Championship                   | 6:10    |
| 5  | I Bludgeon Brothers (c) hanno sconfitto gli Usos              | Tag team match per il WWE SmackDown Tag Team Championship            | 5:05    |
| 6  | Seth Rollins (c) ha sconfitto Finn Bálor, The Miz e Samoa Joe | Fatal four-way ladder match per il WWE Intercontinental Championship | 15:05   |
| 7  | AJ Styles (c) vs. Shinsuke Nakamura è terminato in no-contest | Single match per il WWE Championship                                 | 14:25   |
| 8  | The Undertaker ha sconfitto Rusev (con Aiden English)         | Casket match                                                         | 9:40    |
| 9  | Brock Lesnar (c) (con Paul Heyman) ha sconfitto Roman Reigns  | Steel cage match per il WWE Universal Championship                   | 9:15    |
| 10 | Braun Strowman ha vinto eliminando per ultimo Big Cass        | Fifty-man royal rumble match                                         | 1:17:20 |

### 50-man royal rumble match

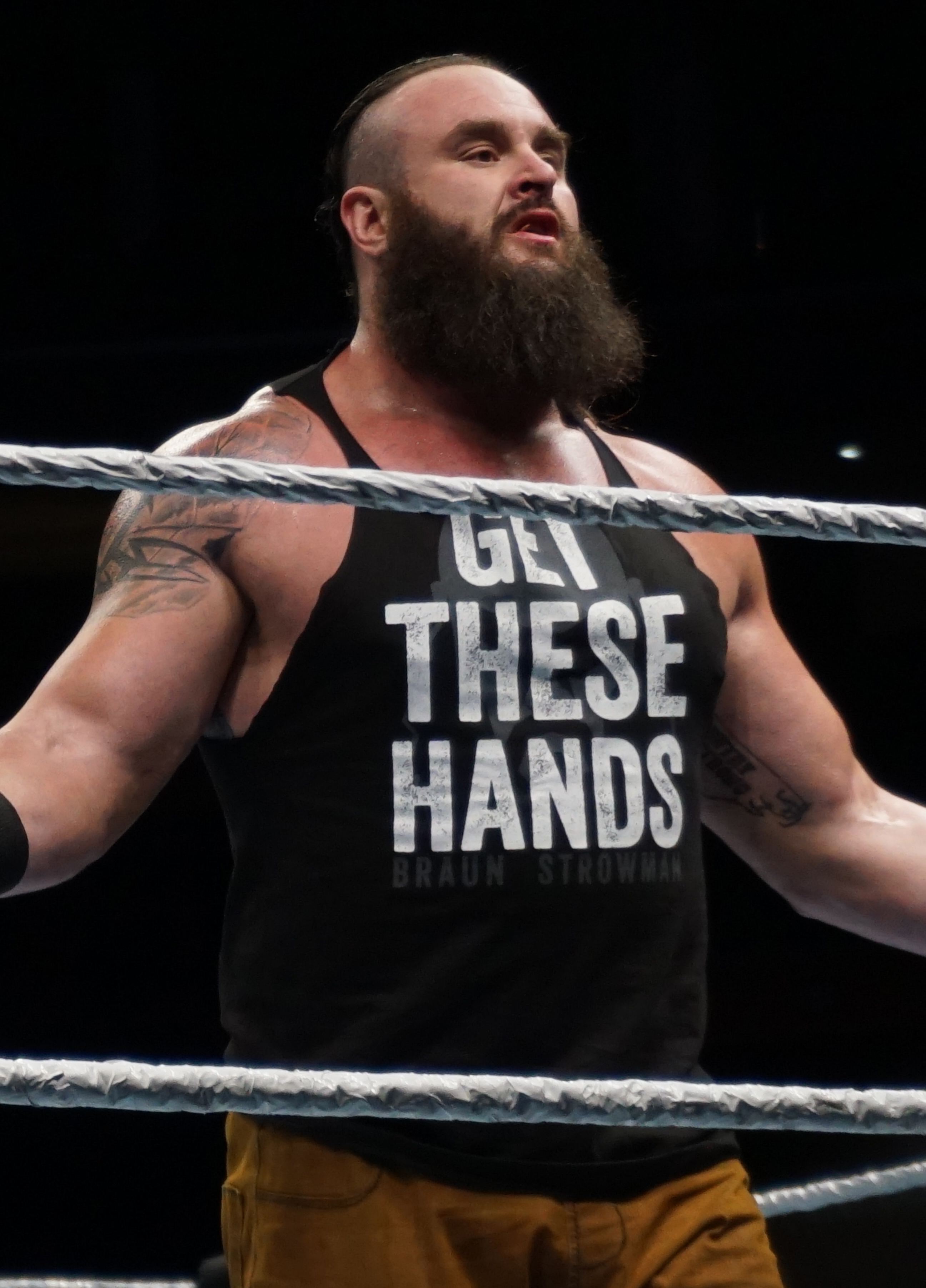
Braun Strowman, vincitore del fifty-man royal rumble match

– Wrestler di Raw
     – Wrestler di SmackDown
     – Wrestler di NXT
     – Wrestler di 205 Live
     – Vincitore
| #   | Wrestler         | Ordine | Eliminato da                   | Tempo    | N° eliminazioni |
| --- | ---------------- | ------ | ------------------------------ | -------- | --------------- |
| 1°  | Daniel Bryan     | 48°    | Big Cass                       | 01:16:16 | 3               |
| 2°  | Dolph Ziggler    | 12°    | Kurt Angle                     | 21:44    | 2               |
| 3°  | Sin Cara         | 1°     | Dolph Ziggler                  | 01:18    | 0               |
| 4°  | Curtis Axel      | 2°     | Mark Henry                     | 02:00    | 0               |
| 5°  | Mark Henry       | 5°     | Daniel Bryan e Dolph Ziggler   | 03:27    | 3               |
| 6°  | Mike Kanellis    | 3°     | Mark Henry                     | 00:03    | 0               |
| 7°  | Hiroki Sumi      | 4°     | Mark Henry                     | 00:46    | 0               |
| 8°  | Viktor           | 6°     | Daniel Bryan                   | 00:51    | 0               |
| 9°  | Kofi Kingston    | 14°    | Elias                          | 16:34    | 1               |
| 10° | Tony Nese        | 9°     | Kofi Kingston e Xavier Woods   | 07:13    | 1               |
| 11° | Dash Wilder      | 7°     | Daniel Bryan e Hornswoggle     | 01:26    | 0               |
| 12° | Hornswoggle      | 8°     | Tony Nese                      | 01:00    | 1               |
| 13° | Primo Colón      | 11°    | Kurt Angle                     | 05:10    | 0               |
| 14° | Xavier Woods     | 15°    | Elias                          | 09:56    | 1               |
| 15° | Bo Dallas        | 10°    | Kurt Angle                     | 01:34    | 0               |
| 16° | Kurt Angle       | 16°    | Elias                          | 07:59    | 3               |
| 17° | Scott Dawson     | 19°    | Bobby Roode                    | 11:44    | 0               |
| 18° | Goldust          | 18°    | Bobby Roode                    | 10:04    | 0               |
| 19° | Konnor           | 13°    | Elias                          | 02:25    | 0               |
| 20° | Elias            | 41°    | Bobby Lashley                  | 34:04    | 5               |
| 21° | Luke Gallows     | 20°    | Rey Mysterio                   | 09:16    | 0               |
| 22° | Rhyno            | 25°    | Roderick Strong                | 16:22    | 0               |
| 23° | Drew Gulak       | 17°    | Tucker Knight                  | 01:47    | 0               |
| 24° | Tucker Knight    | 23°    | Big E                          | 10:08    | 1               |
| 25° | Bobby Roode      | 29°    | Baron Corbin                   | 17:44    | 2               |
| 26° | Fandango         | 21°    | Mojo Rawley                    | 03:42    | 0               |
| 27° | Chad Gable       | 24°    | Apollo Crews                   | 08:17    | 0               |
| 28° | Rey Mysterio     | 37°    | Baron Corbin                   | 20:25    | 1               |
| 29° | Mojo Rawley      | 27°    | Randy Orton                    | 08:52    | 2               |
| 30° | Tyler Breeze     | 22°    | Mojo Rawley                    | 00:16    | 0               |
| 31° | Big E            | 33°    | Braun Strowman                 | 13:59    | 1               |
| 32° | Karl Anderson    | 26°    | Randy Orton                    | 04:25    | 0               |
| 33° | Apollo Crews     | 28°    | Randy Orton                    | 03:26    | 1               |
| 34° | Roderick Strong  | 30°    | Baron Corbin                   | 03:59    | 1               |
| 35° | Randy Orton      | 39°    | Elias                          | 10:58    | 4               |
| 36° | Heath Slater     | 34°    | Braun Strowman                 | 07:38    | 0               |
| 37° | Babatunde        | 31°    | Braun Strowman                 | 05:53    | 0               |
| 38° | Baron Corbin     | 38°    | Randy Orton                    | 07:08    | 3               |
| 39° | Titus O'Neil     | 35°    | Braun Strowman                 | 04:42    | 0               |
| 40° | Dan Matha        | 32°    | Braun Strowman                 | 02:01    | 0               |
| 41° | Braun Strowman   | —      | Vincitore                      | 22:14    | 13              |
| 42° | Tye Dillinger    | 36°    | Braun Strowman                 | 00:29    | 0               |
| 43° | Curt Hawkins     | 40°    | Braun Strowman                 | 00:20    | 0               |
| 44° | Bobby Lashley    | 45°    | Braun Strowman                 | 14:38    | 2               |
| 45° | The Great Khali  | 42°    | Bobby Lashley e Braun Strowman | 00:31    | 0               |
| 46° | Kevin Owens      | 47°    | Braun Strowman                 | 10:43    | 0               |
| 47° | Shane McMahon    | 44°    | Braun Strowman                 | 08:07    | 0               |
| 48° | Shelton Benjamin | 43°    | Chris Jericho                  | 04:23    | 0               |
| 49° | Big Cass         | 49°    | Braun Strowman                 | 07:23    | 1               |
| 50° | Chris Jericho    | 46°    | Braun Strowman                 | 03:18    | 1               |

## Statistiche
- A distanza di dodici anni, Daniel Bryan batte il record di permanenza sul ring in un unico Royal Rumble Match di Rey Mysterio (62 minuti e 12 secondi), resistendo per ben 76 minuti e 16 secondi.
- Con le 13 eliminazioni effettuate, Braun Strowman batte il record per il maggior numero di eliminazioni in un singolo royal rumble match, precedentemente stabilito da Roman Reigns durante la Royal Rumble 2014 (12).
- Questo è stato il primo Royal Rumble Match che ha visto la partecipazione di 50 lottatori, anziché i soliti 30.
- Tenendo anche conto del vasto numero di lottatori presenti nella contesa, questo royal rumble match è risultata essere la più lunga di sempre con una durata di 77 minuti e 20 secondi (superando il record di durata appartenente alla Royal Rumble 2011 a 40 uomini).
- Braun Strowman è diventato il quinto wrestler di sempre, dopo Hulk Hogan, Steve Austin, Shawn Michaels e Roman Reigns, ad effettuare il maggior numero di eliminazioni in tre differenti royal rumble match (ed. 2016, ed. 2017 e Greatest Royal Rumble).

## Curiosità
- Durante la sua entrata nella royal rumble, Titus O'Neil inciampò sul percorso e scivolò involontariamente nella zona sottostante il ring, suscitando l'ilarità generale, che è generata in diversi post sui vari social network e addirittura in una maglietta prodotta dalla WWE stessa.
- Per questa royal rumble venne richiesta dal governo saudita la partecipazione di Yokozuna e The Ultimate Warrior, sebbene fossero morti rispettivamente nel 2000 e nel 2014, costringendo la WWE a chiamare (al posto di Yokozuna) il lottatore di sumo Hiroki Sumi.